# 프랑수아 외트
프랑수아 외트(프랑스어: François Heutte, 1938년 2월 21일, 피카르디 지방 쇼몽-앙-벡생 ~)는 프랑스의 전직 축구 스트라이커이다. 그는 프랑스 국가대표팀 일원으로 초대 유럽 선수권 대회인 1960년 유러피언 네이션스컵에 참가했다.